# City of Cairo
Die City of Cairo war ein 1915 in Dienst gestelltes Passagierschiff der britischen Reederei Ellerman Lines, das bis zum Zweiten Weltkrieg Passagiere, Fracht und Post von England nach Indien, Afrika und Südamerika brachte. Am 6. November 1942 wurde die City of Cairo mehr als 1000 Meilen vor der Westküste Afrikas von dem deutschen U-Boot U 68 ohne Vorwarnung versenkt. Das Schiff fuhr nicht in einem Konvoi und hatte weder Truppen noch Konterbande, sondern gewöhnliche Fracht und zivile Passagiere an Bord. Wegen der Entfernung zum Land dauerte es mehrere Wochen, bis die Rettungsboote gefunden wurden. Insgesamt kamen 104 Menschen ums Leben.

## Angriff auf das Schiff
Die City of Cairo wurde zu Beginn des Zweiten Weltkriegs von der britischen Regierung als Versorgungsschiff eingesetzt, das Lebensmittel und andere Vorräte nach Großbritannien bringen sollte. Der Dampfer war daneben weiterhin im regulären Passagierservice tätig. Er transportierte während des Kriegs keine Truppenteile.
Am Donnerstag, dem 1. Oktober 1942 lief die City of Cairo unter dem Kommando des 46-jährigen Kapitäns William Alexander Rogerson in Bombay zu einer weiteren Überfahrt nach Großbritannien aus. Die Reise sollte das Schiff nach Durban und Kapstadt in Südafrika und Recife in Brasilien führen. An Bord befanden sich 200 Besatzungsmitglieder, 101 Passagiere (darunter 28 Frauen und 19 Kinder) sowie zehn Artilleristen, die im Rahmen des Programms Defence Equipped Merchant Ships (DEMS) das Schiff im Fall eines Angriffs mit Geschützfeuer verteidigen sollten. Außerdem waren insgesamt 7422 Tonnen Ladung an Bord, darunter Holz, Wolle, Baumwolle, Roheisen, Mangan sowie 2000 Kisten mit Silbermünzen.
Um 06:00 Uhr morgens am 1. November 1942 lief die City of Cairo in Kapstadt aus. Sie dampfte etwa 800 Meilen nördlich an der Westküste von Südafrika entlang, wobei sie tagsüber im Zickzackkurs fuhr und sich immer etwa 45 Meilen vom Land entfernt hielt. Anschließend drehte sie nach Westen in den offenen Atlantik ab, um ihr nächstes Ziel in Brasilien anzusteuern. Die City of Cairo fuhr ohne Geleitschutz, schaffte nur zwölf Knoten und war zudem wegen ihrer intensiven Rauchschwaden weithin sichtbar.
Am Abend des 6. November wurde dieser Rauch von U 68, einem U-Boot der deutschen Kriegsmarine vom Typ IX C, gesichtet. Das U-Boot befand sich unter dem Kommando von Korvettenkapitän Karl-Friedrich Merten auf seiner fünften Feindfahrt. Um 21:36 Uhr ließ Merten einen Torpedo abschießen, der die City of Cairo auf der Höhe des achteren Mastes traf. Kapitän Rogerson befahl sofort das Herablassen der Boote und ließ um Hilfe funken. Das Schiff machte weiterhin Fahrt und hielt sich auf ebenem Kiel, begann aber, langsam mit dem Heck voran zu sinken. Der Funkspruch der City of Cairo wurde von U 68 an die Funkstation in Walvis Bay (Namibia) weitergeleitet.
Zwanzig Minuten nach dem ersten Angriff schoss U 68 einen zweiten Torpedo, wodurch die Kessel explodierten und die bereits angeschlagene City of Cairo mit dem Heck voran innerhalb einer Minute unterging. Sechs Personen, zwei Besatzungsmitglieder und vier Passagiere, kamen durch den Angriff ums Leben, darunter der Cheffunker Harry Peever, der das SOS-Signal gesendet hatte. Alle anderen schafften es sicher in die Rettungsboote.
Nach dem Untergang des Schiffs tauchte U 68 neben den Rettungsbooten auf. Merten fragte per Megafon die 55 Überlebenden in Rettungsboot Nr. 6 nach dem Namen des Schiffs, der Ladung und ob es Kriegsgefangene an Bord gehabt hatte. Anschließend wies er den Menschen in den Booten den Weg zum Land. Der am nächsten liegende Punkt war die 480 Meilen entfernte Vulkaninsel St. Helena. Die afrikanische Küste war 1000 Meilen entfernt, die brasilianische 2000 Meilen. Er verließ sie mit den Worten „Gute Nacht und entschuldigt, dass ich euch versenkt habe“ und tauchte ab.

## In den Rettungsbooten
Nach dem Verschwinden des U-Bootes waren die Schiffbrüchigen sich selbst überlassen. Es dauerte Tage, bis sie gefunden wurden. Insgesamt sechs Rettungsboote (Nr. 1, 2, 5, 6, 7 und 8) waren vor dem Untergang des Schiffes zu Wasser gelassen worden. Nachdem unter den Überlebenden die Situation besprochen worden war, entschied man sich, das nächstgelegene Land, St. Helena, anzusteuern. Jedes der Boote verfügte über einen Kompass, aber nur der sechste Offizier Leslie Boundy in Boot Nr. 7 hatte einen Sextanten. Da dieser zusammen mit der Rolex von Kapitän Rogerson zur Navigation benötigt wurde, mussten die Boote zusammen bleiben. Die Überlebenden gingen davon aus, St. Helena in zwei bis drei Wochen zu erreichen. Der Wasservorrat wurde trotz der tropischen Hitze auf 110 ml pro Person am Tag rationiert.
Während der folgenden Wochen verloren die Rettungsboote immer mehr den Kontakt zueinander. Rogerson hatte gehofft, die Boote so lang wie möglich zusammenzuhalten. Als aber eines Wasser aufnahm und auch keine Vorräte mehr hatte, gestattete er, dass es Vorsprung aufnahm. Andere Boote wurden im Verlauf der Zeit beschädigt und verloren den Anschluss. Außerdem starb nach und nach ein Großteil der Bootsinsassen, darunter viele der Frauen und Kinder.

## Rettung
Drei der Rettungsboote, auch das, das Kapitän Rogerson an Bord hatte, wurden am 9. November von dem Passagierdampfer Clan Alpine der Reederei Clan Line gefunden. Rogerson teilte dem Kapitän der Clan Alpine, Charles W. Banbury, mit, dass noch drei andere Boote auf dem Ozean waren, konnte aber nicht genau versichern, wo sie sich befanden. Nach einer erfolglosen Suche brachte die Clan Alpine die 154 geretteten Menschen nach St. Helena. Zwei von ihnen starben noch an Bord des Schiffes und vier weitere in einem Krankenhaus auf St. Helena. Ein weiteres Boot mit 47 Überlebenden wurde am Abend des 19. November von dem Frachtschiff Bendoran der Ben Line unter Kapitän William C. Wilson gefunden. Die Menschen im Boot hatten 13 Tage auf See verbracht und wurden von der Bendoran nach Kapstadt gebracht. Ein Mann starb noch während der Reise.
Der deutsche Blockadebrecher Rhakotis¸ der sich auf dem Weg von Japan nach Bordeaux befand, rettete am 12. Dezember drei weitere Menschen, die 36 Tage in ihrem Boot verbracht hatten. Eine der Personen, die 21-jährige Passagierin Diana Tyrrell Jarman, starb kurz nach der Bergung. Die Rhakotis wurde am 1. Januar 1943 vor Kap Finisterre von dem britischen Leichten Kreuzer Scylla torpediert und versenkt. Die beiden Überlebenden der City of Cairo schafften es wieder in die Rettungsboote und überlebten auch diese Versenkung.
Die 17 Menschen in Rettungsboot Nr. 2 waren am 23. November der Meinung, dass sie St. Helena verpasst hatten, und nahmen Kurs auf Südamerika. Erst am 27. Dezember, 51 Tage nach dem Untergang der City of Cairo wurde das Boot von dem Minenleger Caravelas der brasilianischen Navy gefunden. Nur noch zwei Menschen waren am Leben, der Dritte Offizier James Allister Whyte (25), und die Passagierin Margaret Hope Gordon, eine 32-jährige australische Lehrerin, die durch die Versenkung ihren Mann verlor. Die Caravelas brachte die beiden nach Recife. James Whyte wurde mit dem Order of the British Empire ausgezeichnet. Er kam am 4. März 1943 auf der City of Pretoria der gleichen Reederei ums Leben, die von U 172 nordwestlich der Azoren versenkt wurde. Margaret Gordon wurde im Dezember 1943 mit der British-Empire-Medaille ausgezeichnet und entschied sich, den Atlantik vor dem Ende des Kriegs nicht mehr zu überqueren. Von den 311 Menschen an Bord waren insgesamt 104 ums Leben gekommen, darunter 79 Besatzungsmitglieder, drei der zehn Artilleristen und 22 Passagiere. Sechs starben unmittelbar durch die Versenkung, 91 in den Booten und sieben nach der Rettung. 207 Menschen wurden gerettet. Die Namen einiger der Todesopfer sind im Tower Hill Memorial, einem Kriegsdenkmal in London, eingraviert.

## Ähnliche Fälle
Weitere britische Passagierschiffe, die von deutschen U-Booten versenkt wurden: 
- Athenia, 1939
- City of Benares, 1940
- Oropesa, 1940
- Empress of Britain, 1940
- Britannia, 1941
- Ceramic, 1942

## Wiederauffinden des Wracks
Im April 2015 wurde bekanntgegeben, dass das Wrack der City of Cairo bereits im Jahr 2011 in 5150 Metern Tiefe vor der Küste Namibias von einem französisch-britischen Team der Bergungsgesellschaft Deep Ocean Search nach einer mehr als zweijährigen Suche auf Position 23° 30′ S, 5° 30′ W wiedergefunden und ihr Silberschatz im heutigen Marktwert von mehr als 50 Millionen Euro gehoben wurde. Unter Vertrag mit dem britischen Verkehrsministerium (Department for Transport) wurden mehrere Dutzend Tonnen von Silbermünzen sowie der zweite Torpedo, welcher den Dampfer endgültig zum Sinken brachte, gehoben. Dabei wurde der Tiefenrekord übertroffen, der beim Finden der Titanic aufgestellt worden war.